# Jack Jones (amerykański muzyk)
Jack Jones, właśc. John Allan Jones (ur. 14 stycznia 1938 w Los Angeles, zm. 23 października 2024 w Rancho Mirage) – amerykański piosenkarz, popularny w latach 60. XX w.
Naukę śpiewu rozpoczął w szkole średniej. Podczas koncertów w klubie w San Francisco zauważył go aranżer i dyrygent Pete King i zarekomendował wytwórni Kapp. Na przełomie lat 80. i 90. występował w renomowanych klubach w Las Vegas. Najpopularniejsze nagrania: „Lollipops and Roses”, „Wives and Lovers”, „Lady”, „The Impossible Dream”, „My Romance”, „Light My Fire”, „People Will Say”, „We’re in Love”.